# Nurmijärvi (sjö i Lieksa, Norra Karelen)
Nurmijärvi är en sjö i kommunen Lieksa i landskapet Norra Karelen i Finland. Sjön ligger 115,5 meter över havet. Den är 7,7 meter djup. Arean är 1,17 kvadratkilometer och strandlinjen är 8 kilometer lång. Sjön  ingår i Vuoksens huvudavrinningsområde.   Den ligger omkring 100 kilometer norr om Joensuu och omkring 460 kilometer nordöst om Helsingfors. Nurmijärvi ligger norr om Sauvonjärvi. 